# Partula microstoma
Partula microstoma foi uma espécie de gastrópodes da família Partulidae.
Foi endémica da Polinésia Francesa.